# Hans Henrich Schønberg
Hans Henrich Schønberg (20. august 1785 i København – 9. oktober 1845) var en dansk skuespiller og hofembedsmand, bror til Albrecht Schønberg.
Schønberg debuterede på Det Kongelige Teater 30. september 1803 som Alexis i syngestykket af samme navn; han havde vel gode anlæg for letsindige og forelskede ungersvende, særlig i syngestykker, hvor hans indtagende, af du Puy uddannede tenorstemme gav hans lidt sødladne spil et præg af friskhed, men allerede 29. maj 1807 tog han afsked med teatret som Don Ludovico i Bonden som Dommer. Året efter udnævntes Schønberg til regimentskvartermester ved Sapørkorpset (til 1814), 1815 til overkrigskommissær og 1817 til regimentskvartermester og auditør ved Livgarden til Fods; 1824 blev han sekretær ved Overhofmarskallatet, opgav 1828 sin stilling ved Garden for at blive hofinspektør og hofrevisor og avancerede 1832 til bureau- og ekspeditionschef i Overhofmarskallatet. Schønberg, der af sin foresatte overhofmarskal A.W. Hauch betegnedes som "en ualmindelig tro og paalidelig Embedsmand", tog ivrig del i tidens filantropiske foretagender – han planlagde således "Det kvindelige velgjørende Selskab" af 28. oktober 1815 – og udnævntes 1838 på årsdagen for dets stiftelse til virkelig etatsråd. Under alt dette glemte han ikke sin ungdomskærlighed, teatret: han oversatte stykker og medunderskrev som musikkyndig deltager den ansøgning om tilladelse til oprettelse af et "Almuetheater" i København, som Lauritz Kruse 1817 indsendte til kongen.
Schønberg havde 30. maj 1807 ægtet Dorothea Cathrine Ipsen, datter af brandmajor Andreas Kirkerup og enke efter løjtnant M.C. Ipsen (død 1802); hun var født 13. marts 1779 og døde 11. december 1857 i København.